# Club Deportivo Maipú
O Club Deportivo Maipú, também conhecido como Deportivo Maipú, é um clube esportivo argentino da cidade de Maipú, na província de Mendoza. Foi fundado em 16 de dezembro de 1927, suas cores são o verde, vermelho e o preto.
Entre as muitas atividades esportivas praticadas no clube, a principal é o futebol, onde atualmente sua equipe masculina participa do Torneo Federal A, a terceira divisão do futebol argentino para as equipes indiretamente afiliadas à Associação do Futebol Argentino (AFA), sendo representante da Liga Mendocina de Fútbol ante o Conselho Federal do Futebol Argentino (CFFA). Além do futebol, entre os outros esportes praticados no clubes, temos hóquei sobre a grama, handebol, futebol de salão e voleibol.
Seu estádio de futebol é o Omar Higinio Sperdutti, também localizado em Maipú, capital do departamento homônimo em Mendoza, que conta com capacidade aproximada para 8.000 torcedores. O estádio, também conhecido popularmente como La Fortaleza, foi inaugurado em 8 de março de 1932 e leva o nome de Omar Higinio Sperdutti, em honra a um importante presidente da instituição mendocina.
O clube é resultado da fusão de dois outros clubes de Maipú: o Sportivo Maipú (fundado em 13 de agosto de 1912) e o Pedal Club Maipú (fundado na década de 1920, e mais dedicado ao ciclismo).

## Títulos
| NACIONAIS | NACIONAIS                         | NACIONAIS | NACIONAIS                  |
|           | Competição                        | Títulos   | Temporadas                 |
| --------- | --------------------------------- | --------- | -------------------------- |
|           | Campeonato Argentino - 4° Divisão | 1         | Torneo Argentino B 2007-08 |
| REGIONAIS |                                   |           |                            |
|           | Competição                        | Títulos   | Temporadas                 |
|           | Liga Mendocina - 1° Divisão       | 4         | 1953, 1958, 1985-86, 2003  |
|           | Liga Mendocina - 2° Divisão       | 4         | 1933, 1982, 1993-94, 1998  |
|           | Copa Mendoza                      | 1         | 2022                       |